# С-51
С-51 — опытная советская тяжёлая самоходная артиллерийская установка периода Великой Отечественной войны. Эта боевая машина была разработана осенью 1943 года на базе тяжёлого танка КВ-1с Центральным артиллерийским конструкторским бюро (ЦАКБ) под руководством Василия Гавриловича Грабина. Буква С в индексе САУ по принятой тогда системе обозначений соответствовала разработкам ЦАКБ, а цифра 51 — порядковому номеру проекта. Установка С-51 в целом успешно прошла полигонные испытания, но на вооружение Рабоче-крестьянской Красной армии не принималась и серийно не производилась.

## История создания
Переход Красной Армии к активным наступательным действиям в конце 1942 года показал необходимость её оснащения мобильной артиллерией особой мощности. Против мощных ДОТов и укреплённых зданий в городских боях иной раз было недостаточно даже огневой мощи буксируемой и самоходной артиллерии калибра 152,4 мм. Для решения такого рода задач на вооружении РККА находилась буксируемая 203-мм гаубица образца 1931 года (Б-4), однако её выдвижение на дистанцию огня прямой наводкой представляло собой немалый риск для расчёта, тягача и самого орудия. Кроме того, низкая скорость транспортировки гаубицы Б-4 на марше не позволяла использовать её возможности во время быстрых и глубоких ударов вглубь обороны противника. Поэтому ещё в начале 1942 года был выполнен эскизный проект У-19 по размещению гаубицы Б-4 на полностью бронированной САУ класса штурмовых орудий на базе тяжёлого танка КВ-1. Однако проектная масса превысила 60 т, что для и без того перегруженной и ненадёжной трансмиссии КВ-1 было бы непосильной ношей. Вторым ограничением такой САУ был малый угол возвышения гаубицы, не позволяющий использовать её возможности по навесному огню и дальней стрельбе с закрытых позиций.
Поэтому осенью 1943 года ЦАКБ спроектировало и построило вооружённую гаубицей Б-4 САУ открытого типа, которая при приемлемой массе обладала неплохой мобильностью и маневренностью. Испытания новой САУ, получившей обозначение С-51, проходили на Гороховецком артиллерийском полигоне в марте — апреле 1944 года. Установка С-51 прошла 115 км и сделала 209 выстрелов, по результатам которых она рекомендовалась для принятия на вооружение Красной Армии при устранении выявленных недостатков. К последним относились большой откат САУ при выстреле и сбивание наводки, особенно при малых углах возвышения. Также из-за смещения установки во время выстрела рассеивание снарядов получалось довольно большим. Также члены компетентной комиссии отметили «удовлетворительную работу и прочность агрегатов орудия» и ходовой части, но с оговоркой в адрес «трансмиссионной группы, которая во время испытания имела ряд дефектов, обусловленных её плохим техническим состоянием и изношенностью деталей». Отмеченные недостатки по мнению испытателей можно было бы устранить «путём постановки сошников в задней части корпуса самохода, как это было сделано на 203-мм самоходной установке СУ-14…».
Также в монографии М. Коломийца, посвящённой танку КВ, упоминается аналогичная по конструкции установка со 152,4-мм пушкой Бр-2, которая прошла в июле 1944 года испытания под Ленинградом и постановка вопроса о серийном производстве таких САУ на базе танков ИС осенью того же года. Однако этого так и не было сделано, а эксперименты с САУ такого типа были продолжены уже после войны в рамках создания крупнокалиберной артиллерии, способной стрелять снарядами с ядерной боеголовкой. Серийной советской САУ такого типа стала уже современная 2С5 «Гиацинт».

## Описание конструкции
С-51 являлась установкой открытого типа — полностью бронированный корпус САУ был самодвижущимся лафетом для открыто установленной на его крыше тяжёлой гаубицы Б-4.

### Броневой корпус и рубка
Броневой корпус самоходной установки сваривался из катаных броневых плит толщиной 75, 60 и 30 мм. Броневая защита дифференцированная, противоснарядная. Броневые листы лобовой части корпуса устанавливались под рациональными углами наклона. Внутри носовой части корпуса под орудийной установкой располагались механик-водитель, боекомплект и его подносчики, остальные члены расчёта находились снаружи бронекорпуса. Двигатель и трансмиссия были установлены в корме машины. Корпус также имел днищевой люк для аварийного покидания экипажем самоходки и ряд мелких лючков для доступа к горловинам топливных баков, другим узлам и агрегатам машины.

### Вооружение
С-51 вооружалась доработанной гаубицей Б-4 калибра 203 мм. Орудие монтировалось в открытую на крыше бронекорпуса и имело вертикальные углы наводки от 0° до +60°, сектор горизонтальной наводки составлял 4°. Высота линии огня составляла 2,795 м; дальность прямого выстрела — 1070 м по цели высотой 3 м, дальность выстрела прямой наводкой — 6,9 км, наибольшая дальность стрельбы — 18,26 км. Выстрел производился посредством ручного механического спуска. Орудие Б-4 оснащалось поршневым затвором, скорость огня составляла 1 выстрел за 1,25—2,5 минуты. В боевом положении расчёт орудия прикрывался массивными броневыми щитами по обе стороны от орудия, на марше щиты убирались, а ствол гаубицы оттягивался назад в походное положение.
Боекомплект орудия составлял 12 выстрелов раздельного картузного заряжания. Снаряды и заряды укладывались в бронекорпусе установки, также была обеспечена возможность их подачи с грунта. САУ С-51 могла стрелять всем ассортиментом боеприпасов буксируемой гаубицы Б-4, включающим фугасные и бетонобойные снаряды массой 100 кг. Фугасные снаряды Ф-625, Ф-625Д и Ф-623 выстреливались со скоростью 575 м/с на полном заряде, бетонобойные снаряды Г-620 и Г-620Т — до 600—607 м/с.

### Двигатель
С-51 оснащалась четырёхтактным V-образным 12-цилиндровым дизельным двигателем В-2К мощностью 600 л. с. (441 кВт). Пуск двигателя обеспечивался стартером СТ-700 мощностью 15 л. с. (11 кВт) или сжатым воздухом из двух резервуаров ёмкостью 5 л в боевом отделении машины. Топливные баки объёмом 600—615 л располагались внутри броневого корпуса САУ в отделении управления и в моторно-трансмиссионном отделении.

### Трансмиссия
Самоходно-артиллерийская установка С-51 оснащалась механической трансмиссией, в состав которой входили:
- многодисковый главный фрикцион сухого трения «стали по феродо»;
- четырёхступенчатая коробка передач с демультипликатором (8 передач вперёд и 2 назад);
- два многодисковых бортовых фрикциона с трением «сталь по стали»;
- два бортовых планетарных редуктора.

Все приводы управления трансмиссией — механические. Ненадёжная работа трансмиссионной группы самоходной установки была особо отмечена во время её испытаний. Этот факт послужил ещё одним подтверждением тезиса о том, что дефекты трансмиссии были одним из самым существенных недостатков танков серии КВ и машин на его базе.

### Ходовая часть
Ходовая часть САУ С-51 была идентична таковой на танке КВ-1с. Подвеска машины — индивидуальная торсионная для каждого из 6 цельнолитых двускатных опорных катков малого диаметра (600 мм) по каждому борту. Напротив каждого опорного катка к бронекорпусу приваривались ограничители хода балансиров подвески. Ведущие колёса со съёмными зубчатыми венцами цевочного зацепления располагались сзади, а ленивцы — спереди. Верхняя ветвь гусеницы поддерживалась тремя малыми цельнолитыми поддерживающими катками по каждому борту. Механизм натяжения гусеницы — винтовой; каждая гусеница состояла из 86—90 одногребневых траков шириной 608 мм.

### Электрооборудование
Электропроводка в самоходке С-51 была однопроводной, вторым проводом служил бронекорпус машины. Исключение составляла цепь аварийного освещения, которая была двухпроводной. Источниками электроэнергии (рабочее напряжение 24 В) были генератор ГТ-4563А с реле-регулятором РРА-24 мощностью 1 кВт и четыре последовательно соединённые аккумуляторные батареи марки 6-СТ-128 общей ёмкостью 256 А·ч. Потребители электроэнергии включали в себя:
- наружное и внутреннее освещение машины, приборы подсветки прицелов и шкал измерительных приборов;
- наружный звуковой сигнал;
- контрольно-измерительные приборы (амперметр и вольтметр);
- электрика моторной группы — стартер СТ-700, пусковое реле РС-371 или РС-400 и т. д.

### Средства наблюдения и прицелы
Рабочее место механика-водителя С-51 оснащалось смотровым прибором, для ведения огня использовался штатный панорамный прицел буксируемой гаубицы Б-4.

### Средства связи
В доступной литературе информация об оснащении С-51 средствами связи отсутствует.